# Giro d'Italia Giovani Under 23 2020
Il Giro d'Italia Giovani Under 23 2020, quarantatreesima edizione della corsa, valido come evento dell'UCI Europe Tour 2020 categoria 2.2U, si svolse in otto tappe, dal 29 agosto al 5 settembre 2020, su un percorso di 1102,3 km con partenza da Urbino e arrivo ad Aprica. La vittoria fu appannaggio del britannico Thomas Pidcock, il quale completò il percorso in 26h22'53", precedendo il belga Henri Vandenabeele e l'italiano Kevin Colleoni.
Sul traguardo di Aprica 118 ciclisti, su 176 partiti da Urbino, portarono a termine la competizione.

## Tappe
| Tappa  | Data         | Percorso             | km     | Vincitore di tappa | Leader cl. generale |
| ------ | ------------ | -------------------- | ------ | ------------------ | ------------------- |
| 1ª     | 29 agosto    | Urbino > Urbino      | 149    | Alejandro Ropero   | Alejandro Ropero    |
| 2ª     | 30 agosto    | Gradara > Riccione   | 103,9  | Luca Colnaghi      | Alejandro Ropero    |
| 3ª     | 31 agosto    | Riccione > Mordano   | 149,4  | Luca Colnaghi      | Luca Colnaghi       |
| 4ª     | 1º settembre | Bonferraro > Bolca   | 159,6  | Thomas Pidcock     | Thomas Pidcock      |
| 5ª     | 2 settembre  | Marostica > Rosà     | 145,8  | Jonathan Milan     | Thomas Pidcock      |
| 6ª     | 3 settembre  | Colico > Colico      | 157,2  | Jordi Meeus        | Thomas Pidcock      |
| 7ª     | 4 settembre  | Barzio > Montespluga | 116,5  | Thomas Pidcock     | Thomas Pidcock      |
| 8ª     | 5 settembre  | Aprica > Aprica      | 120,9  | Thomas Pidcock     | Thomas Pidcock      |
| Totale | Totale       | Totale               | 1102,3 |                    |                     |

## Squadre e corridori partecipanti
| N.      | Cod. | Squadra                            |
| ------- | ---- | ---------------------------------- |
| 1-6     | ---  | Aran Cucine Vejus                  |
| 11-16   | CPK  | Team Colpack Ballan                |
| 21-26   | BIA  | Biesse Arvedi                      |
| 31-36   | HBA  | Hagens Berman Axeon                |
| 41-46   | CFG  | Équipe Continentale Groupama-FDJ   |
| 51-55   | ---  | Lotto Soudal U23                   |
| 61-65   | SAT  | Sangemini Trevigiani MG.K Vis      |
| 71-76   | CPH  | Casillo-Petroli Firenze-Hopplà     |
| 81-86   | KTX  | Kometa Xstra Cycling Team          |
| 91-96   | SEG  | SEG Racing Academy                 |
| 101-106 | ---  | Holdsworth Zappi Team              |
| 111-116 | TIR  | Tirol KTM Cycling Team             |
| 121-126 | IRC  | Iseo Serrature-Rime-Carnovali      |
| 131-136 | CTF  | Cycling Team Friuli                |
| 141-146 | GEF  | General Store-Essegibi-F.lli Curia |
| 151-155 | ---  | Velo Plus Racing Team Palazzago    |

| N.      | Cod. | Squadra                       |
| ------- | ---- | ----------------------------- |
| 161-166 | NPC  | NTT Continental Cycling Team  |
| 171-176 | ---  | Mastromarco Sensi Nibali      |
| 181-186 | ---  | Zalf Euromobil Désirée Fior   |
| 191-196 | ---  | Gallina Colosio Eurofeed      |
| 201-206 | ---  | Gazprom-Rusvelo U23           |
| 211-215 | SRA  | Swiss Racing Academy          |
| 221-225 | ---  | Equipo Amateur Caja Rural     |
| 231-235 | CTA  | Colombia Tierra de Atletas    |
| 241-245 | ---  | Trinity Road Racing           |
| 251-256 | ---  | Velo Club Mendrisio           |
| 261-265 | ---  | Maltinti L.-Banca di Cambiano |
| 271-275 | IWD  | Work Service Dynatek Vega     |
| 281-285 | ---  | LAN Service-Zheroquadro       |
| 291-296 | BTM  | Beltrami TSA Marchiol         |
| 301-305 | ---  | #inEmiliaRomagna Cycling Team |

## Dettagli delle tappe

### 1ª tappa
- 29 agosto: Urbino > Urbino – 149 km

Risultati
| Pos. | Corridore          | Squadra   | Tempo    |
| ---- | ------------------ | --------- | -------- |
| 1    | Alejandro Ropero   | Kometa    | 3h33'30" |
| 2    | Henri Vandenabeele | Lotto U23 | s.t.     |
| 3    | Antonio Tiberi     | Colpack   | s.t.     |

| Pos. | Corridore          | Squadra   | Tempo    |
| ---- | ------------------ | --------- | -------- |
| 1    | Alejandro Ropero   | Kometa    | 3h33'20" |
| 2    | Henri Vandenabeele | Lotto U23 | a 4"     |
| 3    | Antonio Tiberi     | Colpack   | a 6"     |

### 2ª tappa
- 30 agosto: Gradara > Riccione – 103,9 km

Risultati
| Pos. | Corridore      | Squadra   | Tempo    |
| ---- | -------------- | --------- | -------- |
| 1    | Luca Colnaghi  | Zalf      | 2h13'43" |
| 2    | Jordi Meeus    | SEG       | s.t.     |
| 3    | Jonathan Milan | CT Friuli | s.t.     |

| Pos. | Corridore          | Squadra   | Tempo    |
| ---- | ------------------ | --------- | -------- |
| 1    | Alejandro Ropero   | Kometa    | 5h47'03" |
| 2    | Henri Vandenabeele | Lotto U23 | a 4"     |
| 3    | Antonio Tiberi     | Colpack   | a 6"     |

### 3ª tappa
- 31 agosto: Riccione > Mordano – 149,4 km

Risultati
| Pos. | Corridore      | Squadra   | Tempo    |
| ---- | -------------- | --------- | -------- |
| 1    | Luca Colnaghi  | Zalf      | 3h21'24" |
| 2    | Thomas Pidcock | Trinity   | s.t.     |
| 3    | Tobias Bayer   | Tirol KTM | s.t.     |

| Pos. | Corridore          | Squadra   | Tempo    |
| ---- | ------------------ | --------- | -------- |
| 1    | Luca Colnaghi      | Zalf      | 9h08'30" |
| 2    | Henri Vandenabeele | Lotto U23 | a 1"     |
| 3    | Thomas Pidcock     | Trinity   | a 16"    |

### 4ª tappa
- 1º settembre: Bonferraro > Bolca – 159,6 km

Risultati
| Pos. | Corridore        | Squadra   | Tempo    |
| ---- | ---------------- | --------- | -------- |
| 1    | Thomas Pidcock   | Trinity   | 3h59'34" |
| 2    | Kevin Colleoni   | Biesse    | a 22"    |
| 3    | Giovanni Aleotti | CT Friuli | a 37"    |

| Pos. | Corridore        | Squadra   | Tempo     |
| ---- | ---------------- | --------- | --------- |
| 1    | Thomas Pidcock   | Trinity   | 13h08'10" |
| 2    | Kevin Colleoni   | Biesse    | a 58"     |
| 3    | Giovanni Aleotti | CT Friuli | a 1'15"   |

### 5ª tappa
- 2 settembre: Marostica > Rosà – 145,8 km

Risultati
| Pos. | Corridore      | Squadra   | Tempo    |
| ---- | -------------- | --------- | -------- |
| 1    | Jonathan Milan | CT Friuli | 3h20'49" |
| 2    | Jordi Meeus    | SEG       | s.t.     |
| 3    | Jake Stewart   | Groupama  | s.t.     |

| Pos. | Corridore        | Squadra   | Tempo     |
| ---- | ---------------- | --------- | --------- |
| 1    | Thomas Pidcock   | Trinity   | 16h28'59" |
| 2    | Kevin Colleoni   | Biesse    | a 58"     |
| 3    | Giovanni Aleotti | CT Friuli | a 1'15"   |

### 6ª tappa
- 3 settembre: Colico > Colico – 157,2 km

Risultati
| Pos. | Corridore          | Squadra     | Tempo    |
| ---- | ------------------ | ----------- | -------- |
| 1    | Jordi Meeus        | SEG         | 3h20'49" |
| 2    | Cristian Rocchetta | General St. | s.t.     |
| 3    | Arne Marit         | Lotto U23   | s.t.     |

| Pos. | Corridore        | Squadra   | Tempo     |
| ---- | ---------------- | --------- | --------- |
| 1    | Thomas Pidcock   | Trinity   | 19h53'18" |
| 2    | Kevin Colleoni   | Biesse    | a 58"     |
| 3    | Giovanni Aleotti | CT Friuli | a 1'15"   |

### 7ª tappa
- 4 settembre: Barzio > Montespluga – 116,5 km

Risultati
| Pos. | Corridore      | Squadra | Tempo    |
| ---- | -------------- | ------- | -------- |
| 1    | Thomas Pidcock | Trinity | 3h08'15" |
| 2    | Kevin Colleoni | Biesse  | a 26"    |
| 3    | Connor Brown   | NTT CCT | a 43"    |

| Pos. | Corridore        | Squadra   | Tempo     |
| ---- | ---------------- | --------- | --------- |
| 1    | Thomas Pidcock   | Trinity   | 23h01'23" |
| 2    | Kevin Colleoni   | Biesse    | a 1'28"   |
| 3    | Giovanni Aleotti | CT Friuli | a 2'08"   |

### 8ª tappa
- 5 settembre: Aprica > Aprica – 120,9 km

Risultati
| Pos. | Corridore          | Squadra   | Tempo    |
| ---- | ------------------ | --------- | -------- |
| 1    | Thomas Pidcock     | Trinity   | 3h21'40" |
| 2    | Henri Vandenabeele | Lotto U23 | a 1"     |
| 3    | Samuele Zoccarato  | Colpack   | a 1'20"  |

| Pos. | Corridore          | Squadra   | Tempo     |
| ---- | ------------------ | --------- | --------- |
| 1    | Thomas Pidcock     | Trinity   | 26h22'53" |
| 2    | Henri Vandenabeele | Lotto U23 | a 2'25"   |
| 3    | Kevin Colleoni     | Biesse    | a 5'54"   |

## Classifiche finali

### Classifica generale - Maglia rosa
| Pos. | Corridore          | Squadra    | Tempo     |
| ---- | ------------------ | ---------- | --------- |
| 1    | Thomas Pidcock     | Trinity    | 26h22'53" |
| 2    | Henri Vandenabeele | Lotto U23  | a 2'25"   |
| 3    | Kevin Colleoni     | Biesse     | a 5'54"   |
| 4    | Giovanni Aleotti   | CT Friuli  | a 6'34"   |
| 5    | Giovanni Conca     | Biesse     | a 7'52"   |
| 6    | Yannis Voisard     | Swiss      | a 10'46"  |
| 7    | Alejandro Ropero   | Kometa     | a 10'59"  |
| 8    | Jokin Murguialday  | Caja Rural | a 11'23"  |
| 9    | Asbjørn Hellemose  | VC Mendr.  | a 11'25"  |
| 10   | Edoardo Zambanini  | Zalf       | a 13'12"  |

### Classifica a punti - Maglia rossa
| Pos. | Corridore      | Squadra   | Punti |
| ---- | -------------- | --------- | ----- |
| 1    | Luca Colnaghi  | Zalf      | 90    |
| 2    | Jordi Meeus    | SEG       | 83    |
| 3    | Thomas Pidcock | Trinity   | 75    |
| 4    | Jake Stewart   | Groupama  | 68    |
| 5    | Arne Marit     | Lotto U23 | 63    |

### Classifica scalatori - Maglia verde
| Pos. | Corridore          | Squadra   | Punti |
| ---- | ------------------ | --------- | ----- |
| 1    | Thomas Pidcock     | Trinity   | 108   |
| 2    | Matteo Carboni     | Biesse    | 59    |
| 3    | Kevin Colleoni     | Biesse    | 58    |
| 4    | Samuele Zoccarato  | Colpack   | 47    |
| 5    | Henri Vandenabeele | Lotto U23 | 37    |

### Classifica giovani - Maglia bianca
| Pos. | Corridore         | Squadra     | Tempo     |
| ---- | ----------------- | ----------- | --------- |
| 1    | Edoardo Zambanini | Zalf        | 26h36'05" |
| 2    | Thomas Gloag      | Trinity     | a 4'17"   |
| 3    | Antonio Tiberi    | Colpack     | a 7'19"   |
| 4    | Esteban Malaver   | Aran        | a 14'46"  |
| 5    | Andrea Gallo      | #inEmiliaR. | a 45'15"  |

### Classifica a squadre
| Pos. | Squadra                   | Tempo     |
| ---- | ------------------------- | --------- |
| 1    | Kometa Xstra Cycling Team | 79h47'09" |
| 2    | Trinity Road Racing       | a 14'05"  |
| 3    | Team Colpack Ballan       | a 28'49"  |
| 4    | Biesse Arvedi             | a 37'28"  |
| 5    | Cycling Team Friuli       | a 56'29"  |